# Tragia adenanthera
Tragia adenanthera är en törelväxtart som beskrevs av Henri Ernest Baillon. Tragia adenanthera ingår i släktet Tragia och familjen törelväxter. Inga underarter finns listade i Catalogue of Life.